# Nvidia PureVideo
PureVideo es el núcleo SIP de hardware de Nvidia que realiza la decodificación de video. PureVideo está integrado en algunas de las GPU de Nvidia y admite la decodificación de hardware de múltiples estándares de códec de video: MPEG-2, VC-1, H.264, HEVC y AV1. PureVideo ocupa una cantidad considerable del área de la pastilla de una GPU y no debe confundirse con Nvidia NVENC. Además de la decodificación de video en chip, PureVideo ofrece funciones como mejora de bordes, reducción de ruido, desentrelazado, mejora de contraste dinámico y mejora de color.

## Soporte del sistema operativo
El núcleo PureVideo SIP debe ser compatible con el controlador del dispositivo, que proporciona una o más interfaces, como NVDEC, VDPAU, VAAPI o DXVA. El software del usuario final utiliza una de estas interfaces, por ejemplo, el reproductor multimedia VLC o GStreamer, para acceder al hardware de PureVideo y utilizarlo.
El controlador de dispositivo patentado de Nvidia está disponible para múltiples sistemas operativos y se le ha agregado soporte para PureVideo. Además, hay disponible un controlador de dispositivo gratuito, que también es compatible con el hardware PureVideo.

### Linux
La compatibilidad con PureVideo ha estado disponible en la versión 180 del controlador patentado de Nvidia desde octubre de 2008 a través de VDPAU. Desde abril de 2013 nouveau también es compatible con el hardware PureVideo y brinda acceso a él a través de VDPAU y en parte a través de XvMC.

### Microsoft Windows
Windows Media Player de Microsoft, Windows Media Center y los reproductores de video modernos son compatibles con PureVideo. Nvidia también vende software decodificador PureVideo que se puede usar con reproductores multimedia que usan DirectShow. Los sistemas con doble GPU necesitan configurar el códec o ejecutar la aplicación en la GPU Nvidia para utilizar PureVideo. Los reproductores multimedia que utilizan los códecs LAV, ffdshow o Microsoft Media Foundation pueden utilizar las capacidades de PureVideo.

### OS X
OS X se vendió con hardware Nvidia, por lo que probablemente haya soporte disponible.

## PureVideo HD
PureVideo HD (consulte "confusiones de nombres" a continuación) es una etiqueta que identifica las tarjetas gráficas Nvidia certificadas para reproducción de HD DVD y Blu-ray Disc, para cumplir con los requisitos para reproducir Blu-ray/HD DVD en PC:
1. Cifrado de extremo a extremo (HDCP) para pantallas digitales (DVI-D/HDMI)
2. Decodificación en tiempo real de H.264 de alto perfil L4.1, VC-1 Advanced Profile L3 y decodificación MPEG-2 MP@HL (1080p30) @ 40 Mbit/s
3. Decodificación de flujo de video dual en tiempo real para HD DVD/Blu-ray Picture-in-Picture (video principal @ 1080p, video secundario @ 480p)

### PureVideo HD de primera generación
El motor PureVideo original se introdujo con la serie GeForce 6. Basado en el motor de video (VPE) de GeForce FX, PureVideo reutilizó la tubería de decodificación MPEG-1/MPEG-2 y mejoró la calidad del desentrelazado y el cambio de tamaño de superposición. También se mejoró la compatibilidad con el renderizador VMR9 de DirectX 9. Otras funciones de VPE, como la canalización de decodificación de MPEG-1/MPEG-2, no se modificaron. El material de prensa de Nvidia citaba aceleración de hardware para video VC-1 y H.264, pero estas características no estaban presentes en el lanzamiento.
A partir del lanzamiento de la GeForce 6600, PureVideo agregó aceleración de hardware para video VC-1 y H.264, aunque el nivel de aceleración es limitado cuando se compara con el video MPEG-2. VPE (y PureVideo) descarga la tubería MPEG-2 a partir de la transformada de coseno discreta inversa, dejando que la CPU realice la decodificación de longitud de ejecución inicial, la decodificación de longitud variable y la cuantificación inversa; mientras que PureVideo de primera generación ofrecía asistencia limitada de VC-1 (compensación de movimiento y posprocesamiento).
La primera generación de PureVideo HD a veces se denomina "PureVideo HD 1" o VP1, aunque esta no es una designación oficial de Nvidia.

### PureVideo HD de segunda generación
Comenzando con las GPU G84/G86 (Tesla (microarquitectura)) (vendida como la serie GeForce 8400/8500/8600), Nvidia rediseñó sustancialmente el bloque de decodificación H.264 dentro de sus GPU. La segunda generación de PureVideo HD agregó un procesador de flujo de bits (BSP) dedicado y un procesador de video mejorado, lo que permitió que la GPU descargara completamente la tubería de decodificación H.264. También se mejoró la aceleración de VC-1, con PureVideo HD ahora capaz de descargar más del backend de la canalización de decodificación de VC-1 (transformada de coseno discreta inversa (iDCT) y etapas de compensación de movimiento). La CPU del host todavía decodifica la canalización de frontend (bitstream). La segunda generación de PureVideo HD permitió que las PC convencionales reprodujeran películas HD DVD y Blu-ray, ya que la mayoría de la decodificación de video intensiva en procesamiento ahora se descargaba en la GPU.
La segunda generación de PureVideo HD a veces se denomina "PureVideo HD 2" o VP2, aunque esta no es una designación oficial de Nvidia. Corresponde al Conjunto de características A de Nvidia (o "Conjunto de características A de VDPAU").
Esta es la primera generación que admite Adobe Flash Player para la aceleración de hardware de video H.264 en Windows.

### PureVideo HD de tercera generación
Esta implementación de PureVideo HD, VP3 agregó hardware de entropía para descargar la decodificación de flujo de bits VC-1 con la GPU G98 (vendida como GeForce 8400GS), así como mejoras menores adicionales para el bloque de decodificación MPEG-2. La funcionalidad de la canalización de decodificación H.264 no se modificó. En esencia, VP3 ofrece una decodificación de hardware completa para los 3 códecs de video del formato de disco Blu-ray: MPEG-2, VC-1 y H.264.
Todo el hardware PureVideo de tercera generación (G98, MCP77, MCP78, MCP79MX, MCP7A) no puede descodificar H.264 para las siguientes resoluciones horizontales: 769–784, 849–864, 929–944, 1009–1024, 1793–1808, 1873–1888, 1953–1968 y 2033–2048 píxeles.
La tercera generación de PureVideo HD a veces se denomina "PureVideo HD 3" o VP3, aunque esta no es una designación oficial de Nvidia. Corresponde al Conjunto de características B de Nvidia (o "Conjunto de características B de VDPAU").

### PureVideo HD de cuarta generación
Esta implementación de PureVideo HD, VP4 agregó hardware para descargar MPEG-4 Advanced Simple Profile (el formato de compresión implementado por DivX y Xvid originales) decodificación de flujo de bits con las GPU GT215, GT216 y GT218 (vendidas como GeForce GT 240, GeForce GT 220 y GeForce 210/G210, respectivamente). El decodificador H.264 ya no sufre las restricciones de tamaño de cuadro de VP3 y agrega aceleración de hardware para MVC, una extensión H.264 utilizada en discos Blu-ray 3D. La aceleración de MVC depende del sistema operativo: es totalmente compatible con Microsoft Windows a través de las API de Microsoft DXVA y Nvidia CUDA, pero no es compatible con la API VDPAU de Nvidia.
La cuarta generación de PureVideo HD a veces se denomina "PureVideo HD 4" o VP4, aunque esta no es una designación oficial de Nvidia. Corresponde al Conjunto de características C de Nvidia (o "Conjunto de características C de VDPAU").

### PureVideo HD de quinta generación
La quinta generación de PureVideo HD, presentada con GeForce GT 520 (Fermi (microarquitectura)) y también incluida en las GPU de la serie Nvidia GeForce 600/700 (Kepler (microarquitectura)), ha mejorado significativamente el rendimiento al decodificar H.264. También es capaz de decodificar videos con resolución de ultra alta definición (UHD) 4K de 2160p a 3840 × 2160 píxeles (el doble del estándar de alta definición completa de 1080p en las dimensiones vertical y horizontal) y, según el controlador y el códec utilizado, mayor Resoluciones de hasta 4032 × 4080 píxeles.
La quinta generación de PureVideo HD a veces se denomina "PureVideo HD 5" o "VP5", aunque esta no es una designación oficial de Nvidia. Esta generación de PureVideo HD corresponde al Conjunto de características D de Nvidia (o "Conjunto de características D de VDPAU").

### PureVideo HD de sexta generación
La sexta generación de PureVideo HD, introducida con Maxwell (microarquitectura), por ejemplo, en GeForce GTX 750/GTX 750 Ti (GM107) y también incluida en las GPU de la serie Nvidia GeForce 900 (Maxwell), ha mejorado significativamente el rendimiento al decodificar H.264 y MPEG-2. También es capaz de decodificar videos de resolución 4K de Digital Cinema Initiatives (DCI) a 4096 × 2160 píxeles y, según el controlador y el códec utilizado, resoluciones más altas de hasta 4096 × 4096 píxeles. Las GPU con conjunto de características E admiten un modo mejorado de ocultación de errores que proporciona un manejo de errores más sólido al decodificar transmisiones de video dañadas.
La sexta generación PureVideo HD a veces se denomina "PureVideo HD 6" o "VP6", aunque esta no es una designación oficial de Nvidia. Esta generación de PureVideo HD corresponde al Conjunto de características E de Nvidia (o "Conjunto de características E de VDPAU").

### PureVideo HD de séptima generación
La séptima generación de PureVideo HD, presentada con GeForce GTX 960 y GTX 950, una GPU Maxwell (microarquitectura) de segunda generación (GM206), agrega decodificación de hardware completa de H.265 HEVC versión 1 (perfiles Main y Main 10) a la El motor de video de la GPU. El decodificador de hardware Conjunto de características F también es compatible con la decodificación de hardware VP9 (códec de video) de función fija completa.
Las GPU Maxwell anteriores implementaron la reproducción HEVC mediante una solución de decodificación híbrida, que involucraba tanto la CPU del host como la matriz GPGPU de la GPU. La implementación híbrida es significativamente más lenta que el hardware dedicado en el motor de video de VP7.
La séptima generación PureVideo HD a veces se denomina "PureVideo HD 7" o "VP7", aunque esta no es una designación oficial de Nvidia. Esta generación de PureVideo HD corresponde al Conjunto de características F de Nvidia (o "Conjunto de características F deVDPAU").

### PureVideo HD de octava generación
La octava generación de PureVideo HD, presentada con GeForce GTX 1080, GTX 1070, GTX 1060, GTX 1050 Ti y GTX 1050, GT 1030 y GT 1010, una GPU Pascal (microarquitectura), agrega decodificación de hardware completa de HEVC versión 2 principal 12 y aumenta la resolución para la decodificación VP9 y HEVC a 8K, incluyendo 8K UHDTV y hasta 8K fulldome 8192x8192.
Las GPU Maxwell GM200/GM204 anteriores implementaron la reproducción HEVC utilizando una solución de decodificación híbrida, que involucraba tanto la CPU host como la matriz GPGPU de la GPU. La implementación híbrida es significativamente más lenta que el hardware dedicado en el motor de video de VP8.
El PureVideo HD de octava generación a veces se denomina "PureVideo HD 8" o "VP8", aunque esta no es una designación oficial de Nvidia. Esta generación de PureVideo HD corresponde al Conjunto de características H de Nvidia (o "Conjunto de características H de VDPAU").

### PureVideo HD de novena generación
La novena generación de PureVideo HD, presentada con NVIDIA TITAN V, una GPU Volta (microarquitectura).
El PureVideo HD de novena generación a veces se denomina "PureVideo HD 9" o "VP9", aunque esta no es una designación oficial de Nvidia. Esta generación de PureVideo HD corresponde al Conjunto de características I de Nvidia (o "Conjunto de características I de VDPAU").

### PureVideo HD de décima generación
La décima generación de PureVideo HD, presentada con NVIDIA GeForce RTX 2080 Ti, RTX 2080, RTX 2070, RTX 2060, GTX 1660 Ti, GTX 1660 y GTX 1650, una GPU Turing (microarquitectura), agrega decodificación de hardware completa para tres Perfiles HEVC Versión 2 (Principal 4:4:4, Principal 4:4:4 10 y Principal 4:4:4 12) al motor de video de la GPU.
El PureVideo HD de décima generación a veces se denomina "PureVideo HD 10" o "VP10", aunque esta no es una designación oficial de Nvidia. Esta generación de PureVideo HD corresponde al Conjunto de características J de Nvidia (o "Conjunto de características J de VDPAU").

### PureVideo HD de undécima generación
La undécima generación de PureVideo HD, presentada con NVIDIA GeForce RTX 3090, RTX 3080 Ti, RTX 3080, RTX 3070 Ti, RTX 3070, RTX 3060 Ti, RTX 3060, RTX 3050 Ti y RTX 3050, una GPU Ampere (microarquitectura), con NVDEC de quinta generación presenta la capacidad de decodificación de hardware 8K@60 para el perfil principal AV1 (submuestreo de croma 4:0:0 y 4:2:2 con una profundidad de 8 o 10 bits) con una resolución de hasta 8192 x 8192 píxeles para las GPU motor de video.
El PureVideo HD de undécima generación a veces se denomina "PureVideo HD 11" o "VP11", aunque esta no es una designación oficial de Nvidia. Esta generación de PureVideo HD corresponde al Conjunto de características K de Nvidia (o "Conjunto de características K de VDPAU").

### Confusión de nombres
Debido a que la introducción y posterior implementación de la tecnología PureVideo no se sincronizó con el programa de lanzamiento de GPU de Nvidia, las capacidades exactas de la tecnología PureVideo y sus GPU Nvidia compatibles generaron una gran confusión entre los clientes. Las GPU PureVideo de primera generación (serie GeForce 6) abarcaban una amplia gama de capacidades. En la gama baja de la serie GeForce 6 (6200), PureVideo estaba limitado al contenido de definición estándar (720×576). La gama principal y alta de la serie GeForce 6 se dividió entre productos más antiguos (6800 GT) que no aceleraban H.264/VC-1 en absoluto, y productos más nuevos (6600 GT) con VC-1/H.264 añadido capacidad de descarga.
En 2006, PureVideo HD se presentó formalmente con el lanzamiento de la GeForce 7900, que tenía la primera generación de PureVideo HD. En 2007, cuando se lanzó la segunda generación de hardware PureVideo HD (VP2) con Geforce 8500 GT/8600 GT/8600 GTS, Nvidia amplió Purevideo HD para incluir las GPU de primera generación (retroactivamente denominada "PureVideo HD 1" o VP1) (Geforce 7900/8800 GTX) y GPU VP2 más nuevas. Esto condujo a una cartera de productos confusa que contenía GPU de dos capacidades generacionales claramente diferentes: los núcleos más nuevos basados en VP2 (Geforce 8500 GT/8600 GT/8600 GTS/8800 GT) y otros núcleos más antiguos basados en PureVideo HD 1 (Geforce 7900/G80).
Nvidia afirma que todas las GPU que llevan la etiqueta PureVideo HD son totalmente compatibles con la reproducción de Blu-ray/HD DVD con los componentes del sistema adecuados. Para el contenido H.264/AVC, VP1 ofrece una aceleración notablemente inferior en comparación con las GPU más nuevas, lo que supone una carga mucho mayor para la CPU host. Sin embargo, una CPU anfitriona lo suficientemente rápida puede reproducir Blu-ray sin ningún tipo de asistencia de hardware.

### Tabla de GPU que contienen un bloque SIP de PureVideSerie o
| Marca de la tarjeta gráfica | Nombre del código del chip GPU | PureVideo HD | Conjunto de características de VDPAU | Primera fecha de lanzamiento                        | Notas                                                                      |
| --- | ------------------------------ | ------------ | ------------------------------------ | --------------------------------------------------- | -------------------------------------------------------------------------- |
| Serie GeForce 6 | NV4x                           | VP1          | No soportado                         |                                                     | Los modelos basados en NV40 del 6800 no aceleran VC-1/H.264                |
| Serie GeForce 7 | G7x                            | VP1          | No soportado                         |                                                     | -                                                                          |
| GeForce 8800 Ultra, 8800 GTX, 8800 GTS (320/640 MB) | G80                            | VP1          | No soportado                         | Noviembre de 2006                                   | -                                                                          |
| GeForce 8400 GS, 8500 GT | G86                            | VP2          | A                                    | Abril de 2007                                       | -                                                                          |
| GeForce 8600 GT, 8600 GTS | G84                            | VP2          | A                                    | Abril de 2007                                       | -                                                                          |
| GeForce 8800 GS, 8800 GT, 8800 GTS (512 MB/1 GB), 9600 GSO, 9800 GT, 9800 GTX, 9800 GTX+, 9800 GX2, GTS 240 (OEM)                                                 | G92                            | VP2          | A                                    | Octubre de 2007                                     | -                                                                          |
| GeForce 8400 GS Rev. 2 | G98                            | VP3          | B                                    | Diciembre de 2007                                   | Las tarjetas anteriores usan el tipo de núcleo G86 sin soporte VP3         |
| GeForce 8200, 8300 | C77                            | VP3          | B                                    | Enero de 2008                                       | No es adecuado para ejecutar CUDA                                          |
| GeForce 9600 GSO 512, 9600 GT | G94                            | VP2          | A                                    | Febrero de 2008                                     | -                                                                          |
| GeForce 9600M GT | G96                            | VP3          | A                                    | Junio de 2008                                       | -                                                                          |
| GeForce GTX 260, GTX 275, GTX 280, GTX 285, GTX 295 | GT200                          | VP2          | A                                    | Junio de 2008                                       | -                                                                          |
| GeForce 9400 GT, 9500 GT | G96                            | VP2          | A                                    | Julio de 2008                                       | -                                                                          |
| GeForce 9300M GS, 9300 GS, 9300 GE | G98                            | VP3          | B                                    | Octubre de 2008                                     | Se encuentra principalmente en computadoras portátiles y en placas base.   |
| Ion, Ion-LE (Ion de primera generación) | C79                            | VP3          | B                                    |                                                     | -                                                                          |
| Ion 2 (iones de próxima generación) | GT218                          | VP4          | C                                    |                                                     | -                                                                          |
| GeForce 205, 210/G210, 310, G210M, 305M, 310M, 8400 GS Rev. 3 | GT218                          | VP4          | C                                    | Octubre de 2009 (abril de 2009 para 8400 GS Rev. 3) | Introdujo la decodificación de MPEG-4 (Avanzado) Perfil simple (Divx/Xvid) |
| GeForce GT 220, 315, GT 230M, GT 240M, GT 325M, GT 330M | GT216                          | VP4          | C                                    | Octubre de 2009                                     | -                                                                          |
| GeForce GT 240, GT 320, GT 340, GTS 250M, GTS 260M, GT 335M, GTS 350M, GTS 360M                                                                                   | GT215                          | VP4          | C                                    | Noviembre de 2009                                   | -                                                                          |
| GeForce GTX 465, GTX 470, GTX 480, GTX 480M | GF100                          | VP4          | C                                    | Marzo de 2010                                       | -                                                                          |
| GeForce GTX 460, GTX 470M, GTX 485M | GF104                          | VP4          | C                                    | Julio de 2010                                       | -                                                                          |
| GeForce GT 420 OEM, GT 430, GT 440, GT 620 (non-OEM), GT 630 (40 nm), GT 730 (DDR3), GT 415M, GT 420M, GT 425M, GT 435M, GT525M, GT 540M, GT 550M                 | GF108                          | VP4          | C                                    | Septiembre de 2010                                  | -                                                                          |
| GeForce GTS 450, GT 445M, GTX 460M, GT 555M | GF106                          | VP4          | C                                    | Septiembre de 2010                                  | -                                                                          |
| GeForce GTX 570, GTX 580, GTX 590 | GF110                          | VP4          | C                                    | Noviembre de 2010                                   | -                                                                          |
| GeForce GTX 560 Ti, GTX 570M, GTX 580M, GT 645 | GF114                          | VP4          | C                                    | Enero de 2011                                       | -                                                                          |
| GeForce GTX 550 Ti, GTX 560M, GT 640 (OEM) | GF116                          | VP4          | C                                    | Marzo de 2011                                       | -                                                                          |
| GeForce 410M, GT 520MX, 510, GT 520, GT 610, GT 620 (OEM) | GF119                          | VP5          | D                                    | Abril de 2011                                       | Introdujo la decodificación de video 4K UHD                                |
| GeForce GT 620M, GT 625M, GT 710M, GT 720M, GT 820M | GF117                          | VP5          | D                                    | Abril de 2011                                       | -                                                                          |
| GeForce GT 630 (28 nm), GT 640 (non-OEM), GTX 650, GT 730 (OEM), GT 640M, GT 645M, GT 650M, GTX 660M, GT 740M, GT 745M, GT 750M, GT 755M                          | GK107                          | VP5          | D                                    | Marzo de 2012                                       | -                                                                          |
| GeForce GTX 660 (OEM), GTX 660 Ti, GTX 670, GTX 680, GTX 690, GTX 760, GTX 760 Ti, GTX 770, GTX 680M, GTX 680MX, GTX 775M, GTX 780M, GTX 860M, GTX 870M, GTX 880M | GK104                          | VP5          | D                                    | Marzo de 2012                                       | -                                                                          |
| GeForce GTX 650 Ti, GTX 660, GTX 670MX, GTX 675MX, GTX 760M, GTX 765M, GTX 770M                                                                                   | GK106                          | VP5          | D                                    | Septiembre de 2012                                  | -                                                                          |
| GeForce GTX 780, GTX 780 Ti, GTX TITAN, GTX TITAN BLACK, GTX TITAN Z                                                                                              | GK110                          | VP5          | D                                    | Febrero de 2013                                     | -                                                                          |
| GeForce GT 630 rev. 2, GT 635, GT 640 rev. 2, GT 710, GT 720, GT 730 (GDDR5), GT 730M, GT 735M, GT 740M                                                           | GK208                          | VP5          | D                                    | Abril de 2013                                       | -                                                                          |
| GeForce GTX 745, GTX 750, GTX 750 Ti, GTX 850M, GTX 860M, 945M, GTX950M, GTX960M                                                                                  | GM107                          | VP6          | E                                    | Febrero de 2014                                     | Introdujo la decodificación de video DCI 4K                                |
| GeForce 830M, 840M, 920MX, 930M, 930MX, 940M, 940MX, MX110, MX130                                                                                                 | GM108                          | VP6          | E                                    | Marzo de 2014                                       | -                                                                          |
| GeForce GTX 970, GTX 980, GTX 970M, GTX 980M | GM204                          | VP6          | E                                    | Septiembre de 2014                                  | -                                                                          |
| GeForce GTX 750 SE, GTX 950, GTX 960 | GM206                          | VP7          | F                                    | Enero de 2015                                       | Se introdujo la decodificación de video VP9 y HEVC (Main y Main 10)        |
| GeForce GTX TITAN X, GeForce GTX 980 Ti | GM200                          | VP6          | E                                    | Marzo de 2015                                       |                                                                            |
| GeForce GTX 1070, GTX 1070 Ti, GTX 1080 | GP104                          | VP8          | H                                    | Mayo de 2016                                        | Introdujo la decodificación VP9 y HEVC en 8K y HEVC Main 12                |
| GeForce GTX 1060 | GP106                          | VP8          | H                                    | Julio de 2016                                       |                                                                            |
| NVIDIA TITAN Xp, TITAN X, GeForce GTX 1080 Ti | GP102                          | VP8          | H                                    | Agosto de 2016                                      |                                                                            |
| GeForce GTX 1050, GTX 1050 Ti | GP107                          | VP8          | H                                    | Octubre de 2016                                     |                                                                            |
| GeForce GT 1030, MX150 | GP108                          | VP8          | H                                    | Mayo de 2017                                        |                                                                            |
| Tesla V100-SXM2, V100-PCIE, NVIDIA TITAN V, Quadro GV100 | GV100                          | VP9          | I                                    | Noviembre de 2017                                   |                                                                            |
| NVIDIA TITAN RTX, GeForce RTX 2080 Ti | TU102                          | VP10         | J                                    | Septiembre de 2018                                  | Introdujo la decodificación de video HEVC de perfiles 4: 4: 4              |
| GeForce RTX 2080 Super, RTX 2080, RTX 2070 Super | TU104                          | VP10         | J                                    | Septiembre de 2018                                  |                                                                            |
| GeForce RTX 2060, RTX 2060 Super, RTX 2070 | TU106                          | VP10         | J                                    | Octubre de 2018                                     |                                                                            |
| GeForce GTX 1650 Super, GTX 1660, GTX 1660 Super, GTX 1660 Ti | TU116                          | VP10         | J                                    | Febrero de 2019                                     |                                                                            |
| GeForce GTX 1650 | TU117                          | VP10         | J                                    | Abril de 2019                                       |                                                                            |
| Nvidia A100 | GA100                          | VP10         | J                                    | Mayo de 2020                                        |                                                                            |
| GeForce RTX 3090, RTX 3080 Ti, RTX 3080 | GA102                          | VP11         | K                                    | Septiembre de 2020                                  | Introdujo la decodificación del perfil principal 8K@60 AV1                 |
| GeForce RTX 3070 Ti, RTX 3070, RTX 3060 Ti | GA104                          | VP11         | K                                    | Octubre de 2020                                     |                                                                            |
| GeForce RTX 3060 | GA106                          | VP11         | K                                    | Enero de 2021                                       |                                                                            |
| GeForce RTX 3050 Ti, RTX 3050 | GA107                          | VP11         | K                                    | Mayo de 2021                                        |                                                                            |

### Conjuntos de características de Nvidia VDPAU
Los conjuntos de características de Nvidia VDPAU son diferentes generaciones de hardware de GPU Nvidia que admiten diferentes niveles de capacidades de decodificación de hardware. Para los conjuntos de funciones A, B y C, el ancho y la altura máximos del video son 2048 píxeles, el ancho y la altura mínimos son 48 píxeles, y todos los códecs están actualmente limitados a un máximo de 8192 macrobloques (8190 para VC-1/WMV9). La aceleración parcial significa que la decodificación VLD (flujo de bits) se realiza en la CPU, mientras que la GPU solo realiza IDCT, compensación de movimiento y desbloqueo. La aceleración completa significa que la GPU realiza todos los VLD, IDCT, compensación de movimiento y desbloqueo.

#### Conjunto de funciones A
Soporta aceleración completa para H.264 y aceleración parcial para MPEG-1, MPEG-2, VC-1 / WMV9

#### Conjunto de características B
Soporta aceleración completa para MPEG-1, MPEG-2, VC-1/WMV9 y H.264.
Tenga en cuenta que todo el hardware del conjunto de características B no puede descodificar H.264 para los siguientes anchos: 769-784, 849-864, 929-944, 1009-1024, 1793-1808, 1873-1888, 1953-1968, 2033-2048 píxeles.

#### Conjunto de características C
Soporta aceleración completa para MPEG-1, MPEG-2, MPEG-4 Parte 2 (también conocido como) MPEG-4 ASP), VC-1/WMV9 y H.264.
La compensación de movimiento global y el particionamiento de datos no son compatibles con MPEG-4 Parte 2.

#### Conjunto de características D
Similar al conjunto de funciones C, pero con compatibilidad adicional para decodificar H.264 con una resolución de hasta 4032 × 4080 y MPEG-1/MPEG-2 con una resolución de hasta 4032 × 4048 píxeles.

#### Conjunto de características E
Similar al conjunto de funciones D, pero con compatibilidad adicional para decodificar H.264 con una resolución de hasta 4096 × 4096 y MPEG-1/MPEG-2 con una resolución de hasta 4080 × 4080 píxeles. Las GPU con el conjunto de funciones VDPAU E admiten un modo mejorado de ocultación de errores que proporciona un manejo de errores más sólido al decodificar transmisiones de video dañadas. Las tarjetas con este conjunto de funciones utilizan una combinación de hardware y software PureVideo que se ejecuta en la matriz de sombreado para decodificar HEVC (H.265) como decodificación de video de hardware parcial/híbrido.

#### Conjunto de características F
Soporta la aceleración completa de HEVC Main (8 bits) y Main 10 (10 bits) y VP9 perfil 0 (8 bits) con una resolución de hasta 4096 × 2304 píxeles.

#### Conjunto de características G
Soporta la aceleración completa de HEVC Main 12 (12 bits) con una resolución de hasta 4096 × 4096 píxeles.

#### Conjunto de características H
Soporta la aceleración completa del perfil 2 de VP9 (10 bits) y una resolución máxima de hasta 8192 x 8192 píxeles (resolución de 8k) para todos los perfiles HEVC y VP9.

#### Conjunto de funciones I
Como conjunto de características H con mayor eficiencia.

#### Conjunto de características J
Soporta la aceleración completa de tres perfiles HEVC versión 2 adicionales (principal 4:4:4, principal 4:4:4 10 y principal 4:4:4 12).

#### Conjunto de características K
Como el conjunto de características J con mayor eficiencia. Inicialmente, la compatibilidad con la decodificación de hardware AV1 se introdujo solo en la API NVDEC patentada de Nvidia para las GPU PureVideo HD de undécima generación. La decodificación AV1 se agregó al conjunto de características K de la API VDPAU de código abierto más de un año después, en enero de 2022.

### Tecnologías de hardware de vídeo de hardware

#### Nvidia
- GeForce 256's Motion Compensation
- High-Definition Video Processor
- Video Processing Engine
- Nvidia NVENC
- Nvidia NVDEC
- Unidades de procesamiento gráfico de Nvidia

#### AMD
- Video Core Next - AMD
- Unified Video Decoder - AMD
- Video Shader - ATI

#### Intel
- Quick Sync Video - Intel
- Clear Video - Intel

Qualcomm
- Qualcomm Hexagon